# Георгієвський Сергій Іванович
Сергій Іванович Георгієвський (8 жовтня 1898, Пришня — 27 вересня 1974, Сімферополь) —  учений-патофізіолог, в 1951—1970 роках ректор Кримського медичного інституту, що носить нині його ім'я.

## Біографія
Народився 8 жовтня 1898 року в селі Пришні Крапивенського повіту Тульської губернії (тепер Тульська область) в сім'ї священика. Навчався в сільській школі, потім в духовному училищі. Закінчив Тульську духовну семінарію. У 1917 році вступає до Московського державного університету на фізико-математичний факультет, природне відділення. У 1918 році через важкі матеріальні умови припиняє навчання. Працює вчителем 1 ступеня в селі Потьомкиному, потім учителем фізики і математики в Кропивні. У 1922 році відряджений для продовження освіти в МДУ. Будучи студентом, працює на рибних промислах на Сахаліні. В 1926 році — переводиться на медичний факультет, а в 1928 році закінчує університет. Працює асистентом в Московському ветеринарному інституті, друкує ряд робіт з ендокринології, викладає на кафедрі патологічної фізіології.
На початку 1941 року пішов у так зване народне ополчення у складі сталінських військ і брав участь в боях на Карельському фронті проти Фінляндії. У 1942 році Сергію Івановичу присвоєно звання військлікаря 2 рангу, потім майора та пізніше підполковника медслужби. Брав участь в інтервенції до Китаю, Маньчжурії та Кореї, за що нагороджений медалями.
Після демобілізації в 1946 році повернувся на кафедру патологічної фізіології 2-го московського медичного інституту, де працює доцентом, а потім професором.
У 1951 році С. І. Георгієвський був призначений директором, а потім ректором Кримського медичного інституту (паралельно завідував кафедрою патологічної фізіології). Завдяки його організаторської діяльності виш був значно розширений і розвинений як в матеріально-технічному, так і в науковому плані. При особистій участі С. І. Георгієвського в КМІ були запрошені вчені з центральних вузів, що заснували пізніше в Криму свої власні наукові школи: Г. В. Троїцький (біохімік), Е. І. Захаров (хірургія), Н. С. Шварсалон (фармакологія), П. А. Теппер (терапія).
1954 лояльно поставився до входження Кримської області до складу України.
С. І. Георгієвський продовжував керувати інститутом до 1970 року; завідував кафедрою патологічної фізіології до 1974 року. Помер 27 вересня 1974 року, похований на сімферопольському міському кладовищі.

## Нагороди
Нагороджений трьома орденами Трудового Червоного Прапора, двома орденами Червоної Зірки та багатьма медалями.

## Пам'ять

меморіальна дошка

8 грудня 1995 року постановою Кабінету міністрів Україна Кримському медичному інституту (пізніше — університету) було присвоєно ім'я С. І. Георгієвського. На головному корпусі університету відкрито меморіальну дошку, а на другому поверсі головного корпусу встановлено меморіальний бюст.